# Arroyo Dulce
Arroyo Dulce es una localidad de la provincia de Buenos Aires, Argentina, perteneciente al partido de Salto. Está ubicada en el noroeste del partido, a la vera de la ruta provincial 32 y a medio camino entre las ciudades de Salto y Pergamino.
Sus calles son pavimentadas, de tierra y otras con mejorado, lo que permite transitarlas los días de lluvia sin problemas. Las casas son bajas y sus calles arboladas.
Hay tiendas, zapaterías, gomerías, estaciones de servicio, farmacias, mercados, panaderías, kioscos, cooperativa de servicios públicos, un pub, carnicerías y ferreterías, entre otros.
Alrededor de la plaza principal se encuentran la escuela, la iglesia Cristo Rey, la delegación municipal, la sala de primeros auxilios y el Centro de Jubilados.
Cuenta con la Biblioteca Popular Renacer y el Centro Permanente Hogar Agrícola Padre Osvaldo De Castro.
Este pueblo tiene como actividad principal la agricultura y en menor escala la ganadería. La movilidad de sus habitantes se desarrolla con autos, camionetas, camiones, bicicletas, motos, tractores, máquinas agrícolas, colectivos y algún sulky.
Los Bomberos Voluntarios de Arroyo Dulce, cuentan con un plantel importante que cumple sus servicios en la localidad, en Tacuarí (Salto) y Rancagua (Pergamino), además de aportar seguridad en toda la ruta provincial 32. Posee dos unidades autobombas, un transporte de personal, una unidad de rescate y tres ambulancias para traslados, dos de ellas de alta complejidad.

## Ferrocarril
- Estación Arroyo Dulce (C.G.B.A.).

## Población
Cuenta con 1,715 habitantes (Indec, 2010), lo que representa un incremento del 5,8% frente a los 1,620 habitantes (Indec, 2001) del censo anterior. Según el mismo, la población constituye un núcleo urbano conurbado con a la localidad de Villa San José en el partido de Pergamino. Entre ambas alcanzan 1.860 habitantes, por lo que su población aún se considera rural (inferior a 2000 personas). 
| Gráfica de evolución demográfica de Arroyo Dulce entre 1991 y 2010 |
|                                                                    |
| Fuente: censos nacionales del INDEC                                |

## Clubes
- Círculo Amigos Unidos: natación, vóley, básquet, tejo, fútbol, hockey, entre otras,
- Club Social y Deportivo Arroyo Dulce: bochas, fútbol 5, fútbol 11, entre otros.
- Bomberos Voluntarios de Arroyo Dulce.

## Educación
Un jardín de infantes donde concurren alrededor de 70 niños. La EGB n.º 16 de jornada completa cuenta con más de 200 alumnos. La escuela de educación secundaria N°7 que tiene la modalidad de Polimodal Economía y Gestión de las Organizaciones.

## Historia
Cuando a comienzos del año 1900, se construyeron las vías del Ferrocarril denominado en aquel entonces “Ferrocarril Cía. General Buenos Aires ( hoy General Belgrano), los obreros que construían ese ramal, en los días de franco salían a recorrer los campos de los alrededores, en aquel entonces llanuras inmensas, en esas recorridas se encontraron con un arroyo, que según ellos poseía agua dulce y desemboca en el río “Salto”, con ese comentario la superioridad decidió nombrar esa estación con el nombre de “Arroyo Dulce”.
Primeros Pobladores: ya en funcionamiento el ferrocarril mencionado, los primeros habitantes allá por el año 1903, instalaron un almacén de ramos generales, los hermanos Cividanes. Cabe aclarar que en las inmediaciones ya había una pulpería cercana en el paraje “El Cachao”.
Ubicación: Arroyo Dulce dista de la Capital Federal 235 km, a 35 km de la ciudad de Salto (Cabecera de partido), 30 km de la ciudad de Pergamino, unidos ambos por la ruta provincial 32, con una altitud sobre el nivel del mar de 75,23 metros.
Trazado del pueblo: El 26 de diciembre de 1937 se efectuó la venta de los terrenos (que fueron donados por Don Isaac Fernández Blanco) que rodean la estación. El notable éxito alcanzado al adjudicarse la casi totalidad de los terrenos ofrecidos, hacen prever la importancia que alcanzará este asentamiento, de inmediato se comenzaron a edificar numerosas casas. Hay una disputa entre Salto y Pergamino por el trazado del pueblo, Pergamino suele decir que Arroyo Dulce le pertenece.
Economía: Los campos de la zona son de insuperable calidad, llanos en general y sin casi desperdicio alguno, estando dedicado en gran parte a la agricultura, y principalmente al cultivo de maíz, trigo, soja y otras legumbres, cuyas cosechas son excepcionales.
Población: Una vez trazado el pueblo, y con la llegada de nuevos pobladores fue creciendo que con el transcurrir del tiempo rápidamente superó los 2000 habitantes, incluyendo la planta urbana y rural.

## Santo patrono
- Cristo Rey

Capilla Cristo Rey de Arroyo Dulce
Cuando la familia descendiente de los Fernández Blanco llegó a estos parajes, ya tenía proyectada, probablemente, la construcción de la capilla, base de la población.
Don Isaac Fernández Blanco, en memoria de su abuelo paterno, Don Ángel, hace levantar la capilla, que pone bajo la advocación de Cristo Rey.
El 16 de diciembre de 1928 se colocó la piedra fundamental, acto que fue presidido por monseñor Roque Carranza, en representación del Obispo titular de la diócesis monseñor Alberti. Fueron padrinos Doña Anahi Fernández Blanco de Gowland y Don Alberto Gowland. Era gobernador de la provincia de Buenos Aires, el señor Valentín Vergara, intendente municipal, Don Agustín Ávalos y el presidente del H.C.D. Don Domingo De Paola. 
El Padre Osvaldo de Castro, llega a Arroyo Dulce el 15 de octubre de 1966 y se hace cargo de la capilla. Es oriundo de Santa Fe, Departamento de San Cristóbal.
El 30 de agosto de 1991, día de Santa Rosa de Lima, un terrible incendio arrasó con el edificio de la capilla quedando muy poco en pie. La imagen de la Virgen de Luján y el Sagrario, se salvaron milagrosamente. Con la ayuda de la comunidad y la desinteresada colaboración de todos los que pudieron hacer algo, poco o mucho, se reinaugura la capilla el 17 de diciembre de 1995.
Preside la ceremonia el Sr. Obispo Mario Maulión. Una masiva asistencia de gente acompañó, una vez más al Padre de Castro. El “Cura
Gaucho”, como se lo llama cariñosamente fue reconocido como “Ciudadano Distinguido” por el Concejo Deliberante de Salto, en el año 2000

## Futbolistas nacidos en Arroyo Dulce
- Juan Manuel Llop
- Diego Churín

## Parroquias de la Iglesia católica en Arroyo Dulce
| Diócesis  | San Nicolás de los Arroyos |
| --------- | -------------------------- |
| Parroquia | Cristo Rey                 |